# Sexo casual
Sexo casual é uma atividade sexual que ocorre fora de um relacionamento romântico e implica ausência de compromisso ou vínculo emocional entre os parceiros sexuais. Exemplos comuns incluem encontros casuais, sexo de uma única noite, prostituição ou alguns casos de troca de casais.
O sexo casual envolve uma série de questões culturais relacionadas ao sexo, bem como debates jurídicos, religiosos e de saúde.

## Práticas

#### Encontros de uma noite
Um encontro de uma noite é um encontro sexual único entre indivíduos, em que pelo menos uma das partes não tem intenção ou expectativa imediata de estabelecer um relacionamento sexual ou romântico de longo prazo. O sexo anônimo é uma forma de encontro de uma noite ou sexo casual entre pessoas que têm muito pouco ou nenhum conhecimento prévio uma da outra, geralmente praticando atividade sexual no mesmo dia do encontro e, normalmente, nunca mais se vendo depois.

### Sexo com amigos
Os termos "amigos com benefícios" e "sexo com amigos" descrevem situações em que uma pessoa faz sexo com alguém que geralmente considera um amigo ou alguém de quem é bastante próximo. Eles não estão em um relacionamento romântico exclusivo. As partes envolvidas podem ter um certo grau de ligação emocional, mas não querem, por algum motivo, ter "amarras" ou um relacionamento estável.
Um estudo de 2011, publicado no The Journal of Sex Research, descobriu que duas em cada cinco mulheres solteiras e um em cada cinco homens solteiros em relacionamentos de "amigos com benefícios" esperavam que seu relacionamento acabasse se transformando em um romance completo. Isso contrasta com os casais swinger que já estão em relacionamentos de longo prazo e estão apenas buscando amigos compatíveis com os quais possam fazer sexo por diversão.
O sexo sem compromisso pode ocorrer em um casamento aberto, entre pessoas que praticam a troca de casais (onde o sexo é visto como uma ocasião social) ou em um relacionamento aberto.

### Sexo sem compromisso ("hookup")
Um "hookup" (inglês americano coloquial) é um encontro sexual casual que envolve prazer físico sem necessariamente incluir vínculo emocional ou compromisso de longo prazo. Pode variar de beijos (por exemplo, amassos) a outras atividades sexuais. A prática do "hooking up" tornou-se muito difundida entre os jovens nas décadas de 1980 e 1990. Os pesquisadores afirmam que o que diferencia o "hookup" do sexo casual nas gerações anteriores de jovens é o "desaparecimento virtual" do namoro, que foi dominante a partir do período pós-guerra. Nos tempos mais modernos, em vez de namoro, o sexo casual é o principal caminho para os jovens entrarem em um relacionamento. Com o uso cada vez mais comum de aplicativos, ficou mais fácil se conectar ou conhecer outras pessoas para atividades sexuais.

Com relação aos estudantes, estudos realizados nos EUA mostraram que o grupo com maior probabilidade de praticar sexo casual é o de heterossexuais brancos de classe média ou alta. Os estudantes negros e latinos têm menos probabilidade de fazer sexo casual, assim como os estudantes cristãos evangélicos e os estudantes da classe trabalhadora. Os dados sobre estudantes gays e lésbicas apresentam resultados mistos, pois algumas pesquisas mostram que eles se envolvem em encontros na mesma proporção que os estudantes heterossexuais, enquanto outras sugerem que isso ocorre com menos frequência porque as festas universitárias nem sempre são favoráveis aos gays, já que a maioria dos encontros ocorre nessas reuniões.
Um estudo sobre a cultura do sexo casual realizado pela Universidade de Iowa descobriu que esperar para fazer sexo não contribui para um relacionamento futuro mais forte. Em vez disso, o que mais importava era o objetivo que os indivíduos tinham ao entrar em um relacionamento. As pessoas que começaram a se relacionar com alguém tendem a desenvolver um relacionamento completo mais tarde, se esse for seu objetivo. Outra pesquisa revelou que o número de primeiros encontros que a maioria dos estudantes universitários teve é cerca de metade do número de encontros que eles tiveram. Tornou-se uma prática comum de relacionamento as pessoas falarem francamente sobre seus encontros sexuais casuais e suas opiniões pessoais sobre o assunto já no primeiro encontro ou reunião. Outro estudo mostrou que os preservativos foram usados em apenas 69 de cada 100 encontros sexuais casuais com penetração.

### Troca de casais
Artigo principal: Swing_(sexo)
Os praticantes de swing se envolvem em sexo casual com outras pessoas por vários motivos. Para muitos, uma vantagem é o aumento da qualidade, da quantidade e da frequência do sexo. Alguns praticantes da troca de casais se envolvem em sexo casual para adicionar variedade a suas vidas sexuais convencionais ou por curiosidade. Os praticantes da troca de casais que se envolvem em sexo casual afirmam que o sexo entre eles costuma ser mais deliberado e, portanto, mais honesto do que a infidelidade. Alguns casais veem o swing como uma saída saudável e um meio de fortalecer seu relacionamento. Outros consideram essas atividades como uma interação meramente social e recreativa com outras pessoas. Uma festa de swinger ou festa de troca de parceiros é um encontro no qual indivíduos ou casais em um relacionamento comprometido podem se envolver em atividades sexuais com outras pessoas como uma atividade recreativa ou social. O swing pode ocorrer em vários contextos, desde uma atividade sexual espontânea em uma reunião social informal de amigos até uma reunião social regular em um clube de sexo (ou clube de swinger), residência particular ou outro local previamente combinado, como um hotel, um resort ou um navio de cruzeiro.

## História

### Década de 1920
Com o aumento do número de automóveis e das opções de locais de encontro, como cinemas e salões de jazz, o envolvimento dos pais no processo de cortejo começou a diminuir. Encontros casuais se tornaram mais comuns na experiência de namoro de adolescentes e jovens adultos.
Visões religiosas e moralistas das décadas anteriores também levaram a protestos públicos nas comunidades e na imprensa, além de questionamentos sobre o que era percebido como mudanças nos padrões morais entre a geração mais jovem.
Alguns historiadores sugerem que a libertação sexual na década de 1920 foi em grande parte resultado de mudanças culturais e evolução dos papéis de gênero. Mais mulheres buscavam ingressar na faculdade e no mercado de trabalho; muitas deixaram seus lares parentais e casamentos ruins para trás e buscaram independência. O automóvel era mais um meio novo e conveniente para permitir relacionamentos do que um fenômeno causal.
Além disso, os jovens da década de 1920 consideravam que os códigos sexuais e morais da era vitoriana eram opressivos; o boêmio continuou a influenciar e ser adotado por essa geração após a Primeira Guerra Mundial, e as melindrosas surgiram como exemplos de estilo de vida na cultura popular. Nos Estados Unidos, as "festas do toque", em que o toque (carícias ou preliminares) era a atração principal, se tornaram parte do estilo de vida melindrosa.
A emergente indústria cinematográfica, por meio da era do Pré-Código de Hollywood, promoveu ainda mais a rebelião contra os valores morais da era vitoriana, à medida que os filmes começaram a retratar mulheres donas de sua sexualidade. O cinema atual a partir da década de 1960 tem continuado essa tendência.

### Revolução sexual
Durante a revolução sexual nos Estados Unidos e na Europa durante os anos 1960 e 1970, as atitudes sociais em relação a questões sexuais passaram por mudanças consideráveis. A chegada da "pílula" e outras formas de controle de natalidade, o movimento de Libertação das Mulheres e a legalização do aborto em muitos países são considerados responsáveis por uma prática mais ampla de sexo casual. Isso se deve também em parte à rejeição da geração mais jovem em relação aos ideais de namoro e casamento de seus pais e ao surgimento da cultura de festas universitárias. Em resposta a essa insurgência nos anos 1960, as mulheres solteiras foram impedidas de ter acesso a pílulas anticoncepcionais pelos seus provedores de saúde. Esse tipo de resistência é consistentemente observado em estudos sobre a evolução dos valores e crenças sexuais americanas. As gerações mais jovens são encorajadas pelos mais velhos a se envolverem em atividades sexuais apenas dentro dos limites do casamento e com propósitos de procriação.

### Atualidade
Nos Estados Unidos, encontros sexuais casuais entre estudantes universitários estão se tornando cada vez mais comuns. Quase 70% das pessoas nessa faixa etária já tiveram sexo casual pelo menos uma vez, devido à sua nova identidade adulta e liberdade para explorar sua sexualidade. Também no Brasil, a maioria dos jovens tem a sua primeira relação sexual completa antes dos 20 anos e não considera o sexo casual ou o sexo no primeiro encontro como algo errado.
Dados de 2007 a 2017 indicam que houve uma queda no sexo casual entre jovens. Um estudo de 2021 atribuiu essa queda ao menor consumo de álcool, ao aumento dos jogos de vídeo e a uma maior proporção de jovens vivendo com seus pais.

## Frequência e regras

### Universidades
Pesquisas sugerem que até dois terços ou três quartos dos estudantes americanos têm relações sexuais casuais pelo menos uma vez durante a faculdade. Nos campi universitários, o sexo casual pode ocorrer quase em qualquer lugar. A maioria das relações acontece em festas. Outros locais comuns para sexo casual são dormitórios, repúblicas estudantis, bares, boates, carros e lugares públicos, ou em qualquer lugar disponível no momento.
Feriados e férias universitárias, especialmente as férias de primavera, são momentos em que os estudantes têm mais probabilidade de procurar intencionalmente encontros sexuais casuais e experimentar comportamentos arriscados. Isso ocorre devido à disponibilidade de álcool e a falta de inibições nos locais das férias de primavera. Um estudo relatou que cerca de 30% dos estudantes universitários que viajam durante as férias de primavera, seja em um relacionamento monogâmico ou não, têm relações sexuais completas com uma pessoa que conhecem durante as férias. Em um estudo de 1995 com estudantes canadenses que viajaram para a Flórida durante as férias de primavera, os elementos-chave das férias de primavera incluíam uma viagem em grupo com amigos viajando e dividindo quartos juntos, uma atmosfera de festa constante, alto consumo de álcool, competições e exibições sexualmente insinuantes e a percepção de que o sexo casual é comum. No geral, havia uma percepção de que as normas sexuais são muito mais permissivas nas férias de primavera do que em casa, proporcionando uma atmosfera de maior liberdade sexual e oportunidade para novas experiências sexuais. Dos 681 estudantes que responderam a um questionário após as férias, 15% dos homens e 13% das mulheres tiveram sexo casual durante as férias. Quase 61% dos homens e 34% das mulheres que tiveram sexo casual durante as férias dormiram juntos dentro de 24 horas após o encontro.

### Regras
Homens e mulheres são encontrados se envolvendo em condutas de sexo casual muito semelhantes, apesar de crenças sociais populares. A maioria dos jovens neste grupo de idade acredita que seus pares estão tendo uma frequência maior de sexo casual do que realmente estão, e isso se deve à escolha de vocabulário. Por exemplo, o uso do termo "ficar" denota que a atividade sexual, seja ela sexo vaginal, sexo oral ou carícias sexuais, é casual e entre parceiros desconhecidos. No entanto, é vago e não detalha quais atividades sexuais específicas ocorreram. Isso distorce especialmente as impressões dos outros porque 98% das ficadas universitárias envolvem beijos, 81% das ficadas envolvem mais do que beijos e apenas 34% das ficadas envolvem sexo com penetração. Estudos também relacionaram essa percepção comum equivocada da atividade sexual dos pares à mídia e às representações da cultura pop de encontros sexuais casuais. Televisão e filmes projetam representações distorcidas do sexo casual porque também retratam comumente pessoas que acabaram de ficar como emocionalmente satisfeitas e fisicamente satisfeitas, ao mesmo tempo em que estão emocionalmente despreocupadas, o que nem sempre é o caso. Não há dúvida de que o sexo casual não é um tipo de relação adequado para todos e que é preciso respeitar sempre as regras de respeito pela outra pessoa envolvida e pelos seus desejos e expectativas mútuos. De acordo com um estudo revisado por pares de 2004 publicado no Journal of Marriage and Family, descobriu-se que as mulheres que têm mais do que uma relação sexual antes do casamento tem uma maior probabilidade, a longo prazo, de sofrer dificuldades no casamento, se chegarem a casar, sendo esse efeito "mais forte para mulheres que têm múltiplas uniões pré-maritais com coabitação ". Kahn e London (1991) descobriram que sexo pré-marital e divórcio estão positivamente correlacionados.

## Questões legais e religiosas
As atitudes em relação ao sexo casual variam desde visões conservadoras e religiosas, cujo extremo pode resultar em prisão ou até mesmo pena de morte por relações sexuais fora do casamento heterossexual, até visões liberais (libertárias ou libertinas), cujo extremo é o amor livre.

### Legalidade
A legalidade do adultério e da prostituição varia ao redor do mundo. Em alguns países, existem leis que proíbem ou restringem o sexo casual.
Em alguns países de maioria muçulmana, como Arábia Saudita, Paquistão, Afeganistão, Irã, Kuwait, Malásia, Marrocos, Omã, Mauritânia, Emirados Árabes Unidos, Sudão e Iêmen, qualquer forma de atividade sexual fora do casamento é ilegal.

### Visões religiosas
A maioria das religiões desaprova o sexo fora do casamento, e as consequências variam de muito graves a inexistentes. Além disso, o casamento é definido de maneiras bastante diferentes em diferentes culturas, por exemplo, com "casamento de curto prazo" (veja Nikah mut'ah) servindo como cobertura para prostituição, ou poligamia.
Embora algumas visões religiosas vejam o sexo casual de forma negativa, as opiniões individuais sobre o sexo casual variam com base em características pessoais, como autonomia. Pessoas religiosas e não religiosas têm sentimentos semelhantes quando se trata de ter sexo casual, com uma diferença maior de atitude ocorrendo entre homens e mulheres.

## Sites comerciais
Muitos serviços especializados de encontros online ou sites de anúncios que permitem "anúncios adultos" atendem às pessoas que procuram um relacionamento puramente sexual sem vínculos emocionais. Esses sites podem fornecer um fórum parcialmente anônimo onde pessoas que estão geograficamente próximas, mas em círculos de trabalho e sociais totalmente separados, podem entrar em contato. As comunidades online para a organização de encontros sexuais casuais são populares e bastante utilizadas no Brasil, entre as mais conhecidas podemos mencionar o sexocasual.net.br e encontros-casuais.com, que contam com dezenas de milhares de utilizadores em todo o Brasil e estão ativas desde 2013 e 2014 respetivamente.
Com a utilização generalizada de smartphones e ligações rápidas e estáveis à Internet, as apps de encontros para sexo casual estão a tornar-se cada vez mais populares e utilizadas, sendo o Tinder certamente a mais conhecida.
Tinder é um aplicativo de encontros gratuito para smartphones que possui mais de 10 milhões de usuários diários, tornando-o o aplicativo de encontros mais popular para iOS e Android. Neste aplicativo, os usuários podem deslizar para a direita (indicando interesse) ou para a esquerda (indicando desinteresse) em outros usuários na esperança de fazer um match. Se ambos os usuários deslizarem para a direita um no outro, eles são um match e a troca de mensagens pode ser iniciada entre as partes. Este aplicativo é usado por uma variedade de razões, uma das quais são encontros casuais. Os homens têm mais chances do que as mulheres de usar o Tinder para procurar encontros sexuais casuais. Isso se deve ao fato de que os homens, em comparação com as mulheres, atribuem um nível mais alto de importância ao prazer sexual e usam sites e redes sociais para satisfazer essa necessidade. No entanto, no geral, mais usuários são motivados a usá-lo para encontrar romance do que sexo. Apesar disso, existe uma preocupação social, já que alguns acreditam que o aplicativo incentiva encontros casuais entre os usuários.